# جون تشيستر ميلر
جون تشيستر ميلر (بالإنجليزية: John Chester Miller)‏ هو مؤرخ أمريكي، ولد في 1907 في سانتا باربارا في الولايات المتحدة، وتوفي في 1 ديسمبر 1991.